# Anatomie d'un suicide
Anatomie d'un Suicide est une pièce de théâtre écrite par Alice Birch en 2017. La pièce a reçu le Prix Susan Smith Blackburn de 2018, qui est le prix d'écriture dramatique le plus prestigieux consacré aux femmes dramaturges du théâtre anglophone et qui est remis depuis 1978,,.

## Synopsis
La pièce de 27 personnages, faite pour être interprétée par dix acteurs et actrices, suit trois femmes, Carol, Anna et Bonnie, à différents moments de leur vie, depuis les années 1970 aux années 2040, à travers leurs différents statuts d'enfant, de mère et de grand-mère. Leurs dialogues et actions s’entrecroisent dans différents espaces-temps et se font écho comme un héritage trop lourd à porter.
Au début de la pièce, Carol sort de l'hôpital après une première tentative de suicide, Anna est accro à l'héroïne et Bonnie est médecin. Carol et Anna sont soignées par électrochocs, mais sans succès. Bonnie, fille d'Anna et petite-fille de Carol, toutes les deux suicidées, refuse d'avoir un enfant pour éviter de perpétuer la malédiction et finit par vendre la maison de famille,.
La traductrice du texte en français, Séverine Magois, annonce : « Si le destin de ces trois femmes, dans leur quête d’identité, et l’impossibilité qui est la leur d’assumer avec bonheur toute maternité, est souvent bouleversant, parfois glaçant, la pièce n’est jamais lugubre et s’avère même franchement drôle par moments, grâce notamment à certains personnages secondaires (notons au passage que les personnages des petites filles et des adolescentes sont particulièrement réussis). » Elle ajoute : « La pièce, que l’auteure a écrite comme une partition d’une infinie précision, est formellement stupéfiante. Le jeu des analogies et des oppositions entre les différentes histoires, l’alternance entre images silencieuses et scènes dialoguées, offrent des possibilités de mise en scène assez vertigineuses. Au fil des dialogues, dont l’écriture brève, incisive est parfois ponctuée de monologues au style plus « baroque », les personnages se répondent sur scène mais aussi à travers le temps, véritable tour de force d’un texte dont la forme épouse le fond avec une virtuosité peu commune. »

## Productions
Anatomie d'un Suicide est montée pour la première fois en 2017 à Londres au Royal Court Theatre sous la direction de Katie Mitchell, proche collaboratrice d'Alice Birch, avec une scénographie signée Chloe Lamford. La distribution comprend Kate O’Flynn (Anna), Hattie Morahan (Carol) et Adelle Leonce (Bonnie).
En 2019, Anatomie eines Suizids, traduction allemande de Corinna Brocher, est joué à Hambourg au Deutsches Schauspielhaus. La pièce est aussi jouée pour la première fois en Australie au Old Fitz.
En 2020, Lileana Blain-Cruz met en scène Anatomy of a Suicide pour sa première américaine au Atlantic Theater Company avec les actrices Carla Gugino (Carol), Celeste Arias (Anna) et Gabby Beans (Bonnie),.
En 2025, Christophe Rauck met en scène la première française d'Anatomie d'un Suicide au Théâtre Nanterre-Amandiers dans une traduction de Séverine Magois avec les acteurs Audrey Bonnet (Carol), Noémie Gantier (Anna), Servane Ducorps (Bonnie), David Clavel, David Houri, Éric Challier, Sarah Karabasnikoff, Lilea Le Borgne, Mounir Margoum et Julie Pilod.

## Récompenses et nominations
Alice Birch a gagné le prix Susan Smith Blackburn 2018 pour Anatomie d'un Suicide,.

## Accueil critique en France
Les Échos indiquent : « Le directeur du Théâtre Nanterre-Amandiers réalise un tour de force en mettant en scène la pièce vertigineuse d'Alice Birch, croisant les destinées de trois femmes à cran. Une maîtrise sans faille du rythme et du temps assure la réussite de ce spectacle porté par trois comédiennes hors norme. [...]  Au bout de deux heures d'un spectacle rythmé et dirigé au cordeau dans lequel s'expriment toutes les couleurs et douleurs de ses héroïnes, on peut affirmer qu'il a gagné son pari. »
Libération précise : « Carol, c’est Audrey Bonnet, incandescente dans une gestuelle à la Pina Bausch [...]. Noémie Gantier invente Anna, fille de Carol, pour un autre corps, violé par la coke, l’héroïne en intraveineuse, [...]. Et puis il y a Bonnie, formidable Servane Ducorps. [...] Anatomie d’un suicide ne se résume pas à ces trois femmes, ils sont dix interprètes tous et toutes bluffants – mention spéciale à Sarah Karbasnikoff, et Lilea Le Borgne excellente dans les rôles d’enfant – pour plus de 25 personnages, maris, amantes, médecin, infirmière… Une humanité hantée par un texte qui joue toutes les scènes à la fois. »
Le Monde : « Malgré de beaux moments d’émotion, la pièce mise en scène de Christophe Rauck est piégée par le tour de force qu’elle met en place, en racontant en miroir le récit de trois femmes. »
Les Inrockuptibles : « Avec le texte d’Alice Birch, Christophe Rauck signe une mise en scène inspirée, explorant le cycle inéluctable de la souffrance féminine, magnifiée par l’interprétation saisissante d’un trio de comédiennes d’exception. »
Télérama donne à la pièce la note de trois T (très bien) : « L’écriture ciselée de la brillante autrice britannique Alice Birch nous plonge dans les névroses transgénérationnelles d’une lignée de femmes. Portée par la mise en scène percutante et rythmée de Christophe Rauck, une pièce déchirante au casting impeccable. »

## References
- (en) Cet article est partiellement ou en totalité issu de l’article de Wikipédia en anglais intitulé « Anatomy of a Suicide » (voir la liste des auteurs).

1. ↑  (en-US) American Theatre Editors, « Susan Smith Blackburn Prize Announces 2018 Finalists », sur AMERICAN THEATRE, 29 janvier 2018 (consulté le 31 juillet 2024)
2. 1 2  « Maison Antoine Vitez / Centre International de la Traduction Théâtrale », sur Maison Antoine Vitez (consulté le 31 juillet 2024)
3. 1 2  (en) Olivia Clement, « Alice Birch Named Winner of the 2018 Susan Smith Blackburn Prize for Anatomy of a Suicide », Playbill,‎ 12 mars 2018 (lire en ligne)
4. ↑  William C. Boles, « Twelfth Night by William Shakespeare and Anatomy of a Suicide by Alice Birch: Performance Review », Miranda, no 15,‎ 18 septembre 2017 (ISSN 2108-6559, DOI 10.4000/miranda.11025, lire en ligne)
5. ↑  (en-US) Aleks Sierz, « Review of "Anatomy of a Suicide", Royal Court Theatre », sur The Theatre Times, 20 juin 2017 (consulté le 3 avril 2024)
6. ↑  (en-GB) Michael Billington, « Anatomy of a Suicide review – a startling study of mothers and daughters », The Guardian,‎ 12 juin 2017 (ISSN 0261-3077, lire en ligne, consulté le 2 avril 2024)
7. ↑  (en-US) Matt Trueman, « London Theater Review: ‘Anatomy of a Suicide’ », sur Variety, 13 juin 2017 (consulté le 2 avril 2024)
8. ↑  Hannah Greenstreet, « Redux Review: Anatomy of a Suicide », sur Exeunt Magazine, 18 août 2020 (consulté le 2 avril 2024)
9. ↑  (en) Divya Venkataraman, « Anatomy of a Suicide review | Theatre in Sydney », sur Time Out Sydney, 17 juin 2019 (consulté le 2 avril 2024)
10. ↑  (en-US) Frank Scheck, « ‘Anatomy of a Suicide’: Theater Review », sur The Hollywood Reporter, 18 février 2020 (consulté le 2 avril 2024)
11. ↑  Alexis Soloski, « Review: In ‘Anatomy of a Suicide,’ Pain in Triplicate », The New York Times,‎ 18 février 2020 (lire en ligne, consulté le 1er avril 2024)
12. ↑  (en) Helen Shaw, « Horror Stories of Womanhood: Dracula, Frankenstein, and Anatomy of a Suicide », sur Vulture, 24 février 2020 (consulté le 2 avril 2024)
13. ↑  « Anatomie d’un suicide - Théâtre Nanterre-Amandiers | L'Officiel des spectacles », sur www.offi.fr (consulté le 31 juillet 2024)
14. ↑  Annalisa Quinn, « Alice Birch Wins 2018 Blackburn Prize for ‘Anatomy of a Suicide’ », The New York Times,‎ 12 mars 2018 (lire en ligne, consulté le 1er avril 2024)
15. ↑  Olivia Clement, « Alice Birch Named Winner of the 2018 Susan Smith Blackburn Prize for Anatomy of a Suicide », sur Playbill, 12 mars 2018 (consulté le 1er avril 2024)
16. ↑  Philippe Chevilley, « Théâtre : l'« Anatomie d'un suicide » au scalpel de Christophe Rauck aux Amandiers », Les Échos,‎ 21 mars 2025 (lire en ligne )
17. ↑  Laurent Goumarre, « Théâtre : « Anatomie d’un suicide », destins maternels », Libération,‎ 23 mars 2025 (lire en ligne )
18. ↑  Fabienne Darge, « « Anatomie d’un suicide », au Théâtre Nanterre-Amandiers, le scalpel pas si tranchant d’Alice Birch », Le Monde,‎ 25 mars 2025 (lire en ligne )
19. ↑  Arnaud Combe, « “Anatomie d’un suicide” : un kaléidoscope d’illusions évanouies », Les Inrockuptibles,‎ 28 mars 2025 (lire en ligne)